# Pieter Stoop
Petrus (Pieter) Jacobus Maria Stoop (Breda, 18 januari 1946) is een Nederlands kunstschilder en beeldhouwer. Zijn werk is te vinden in meerdere grote musea in Nederland, waaronder in het Stedelijk Museum Amsterdam.

## Biografie
Stoop ging vanaf 1962 naar de Academie voor Beeldende Vorming in Tilburg en aansluitend van 1966 tot 1972 naar de Jan van Eyck Academie in Maastricht. In 1974 kon hij met steun van fondsen van het Prins Bernhard Cultuurfonds en het Ministerie van CRM studiereizen maken naar Marokko, New York en Mexico.
Hij werd beïnvloed door kunstenaars als Chaïm Soutine, Willem de Kooning en Bram van Velde. Hij werkt met dikke lagen verf die hij laag na laag aanbrengt, waardoor landschappen ruig en chaotisch aandoen en vaak niet meer herkenbaar zijn. Hij onderscheidt zich volgens kunstcriticus Rudi Fuchs, omdat hij een landschap niet als startpunt neemt voor een schilderij. Het kenmerkende van Stoop zou de wijze zijn waarop hij de verf op het doek aanbrengt, waardoor de oppervlakte verandert in iets anders.
Stoop exposeerde solo en met anderen in diverse galeries en musea. Zijn werk werd opgenomen in privécollecties en in musea als het Stedelijk Museum (Amsterdam), Centraal Museum (Utrecht), Stadsgalerij (Heerlen), Museum Het Valkhof (Nijmegen), Rijksmuseum Twenthe (Enschede), Van Abbemuseum (Eindhoven) en het Noordbrabants Museum (Den Bosch).
In 1972 ontving hij de prijs voor beeldende kunsten van de stad Maastricht.

## Galerij
| Schilderij zonder titel, 1983, voor en achterzijder |
| Zonder titel (1983), voor en achterzijde            |

- Gemeinsame Normdatei: 174335830
- International Standard Name Identifier: 0000 0000 7055 822X
- Nederlandse Thesaurus van Auteursnamen: 071323376
- RKD-Nederlands Instituut voor Kunstgeschiedenis: 75496
- SNAC: w6g4979w
- Union List of Artist Names: 500099324
- Virtual International Authority File: 96415563
- WorldCat: E39PBJm9bYfqtMwkj9krxtGJXd